# Хаджиконган
Хаджиконган – гірничодобувне підприємство у Карагандинській області Казахстану, яке веде розробку однойменного мідного родовища.
Родовище розвідали ще наприкінці 1960-х років, проте лише в 2021-му тут почались гірничі роботи. Розробка ведеться відкритим способом, при цьому проектна глибина кар’єру визначена як 252 метра.
Під час розкривних робіт також видобули 0,4 млн тон окислених руд, після чого узялись за цільовий продукт – сульфідну руду. При річній потужності кар’єру у 0,92 млн тон та балансових запасах у 5 млн тон руди, кінцевий строк відпрацювання Хаджиконгану визначили як 2028 рік. 
Продукція рудника спрямовується на Карагайлинську збагачувальну фабрику, для чого спорудили рудовозну автодорогу завдовжки 15 км до станції «Ащису».
Розробку Хаджиконган веде корпорація «Казахмис».